# SNJ
SNJ (sigla de Somos Nós a Justiça) é um grupo de rap brasileiro formado em São Paulo. Formado em 1996, o grupo voltou após uma pausa com uma nova formação: Sombra, Cris, Rebeld, Minari, Cabeça e DJ Gilmar de Andrade. O SNJ tem seis CDs e um DVD lançados. Em 2019, no dia 16 de maio, o grupo se apresentou no Estúdio Showlivre cantando alguns de seus sucessos em comemoração dos 20 anos do álbum "Se tu Lutas, tu Conquistas".

## Carreira
O SNJ foi formado em 1996 com: DJ Alex, Boca, Pelé, WF e Sombra. No entanto, o grupo não prosperou por motivos familiares e pessoais. No ano seguinte, surgira uma nova formação, com Sombra, DJ Alex e Cabeça. O sucesso foi maior do que o anterior, mas não ao ponto de se estabilizar no cenário nacional. Sem possuir um DJ fixo após a saída de Alex, o SNJ contou com a ajuda dos DJs Kill e Favela. Foi em um show no município de Arujá, que um integrante do grupo Posse Mente Zulu apresentou Bastardo ao SNJ, a partir de momento, Bastardo passava a ser o quarto elemento do grupo, não muito tempo depois, W.Jay (ex-digito negro) também faria parte do SNJ. Em 1997, veio o primeiro single do grupo chamado "SNJ - A Sigla", nessa época a formação do SNJ era: Sombra, Bastardo, Cabeça, Rebeld e o DJ W.Jay, esse trabalho teve como destaque a música "Você está no mundo da Lua". Tempos depois Rebeld sai do grupo, Cris que já andava com o grupo nos shows e roles, começou a cantar, e em 2000 gravou seu primeiro grande sucesso com o SNJ "Se tu lutas, tu conquistas", música de foi destaque do CD "Somos nós", juntamente com "Viajando na balada" que teve seu clipe na categoria de "melhor vídeo clipe de rap" do VMB da MTV em 2001.
Em 2002 foi a vez de Sombra e Bastardo saírem do grupo e com isso aconteceu a primeira pausa do SNJ para que ambos gravassem seu trabalho paralelo, o CD "Viva o presente, o futuro a Deus pertence" Sombra e Bastardo A Dupla.
Em 2003, o SNJ volta já sem o Sombra, e lançaram o CD "O show deve continuar" com Cris, W.Jay, Cabeça e Bastado. Trabalho que levou o W.Jay a ganhar o premio de melhor DJ do Ano pelo "premio Hutuz" em 2004, e ganhar como a "música do ano" "O show deve continuar", outro grande destaque desse CD é a música "Pensamentos".
No ano de 2005 o grupo gravou seu primeiro DVD ao vivo, e também rendeu o CD, este trabalho é um reflexo de toda a trajetória do grupo em quase 10 anos de existência.
Em 2006 o Cabeça sai do grupo, e no mesmo ano, Tremolo ingressa ao SNJ, no ano seguinte em 2007, o SNJ lança o CD "A esperança é o alimento da alma", que teve como destaque as músicas "Brisa das três", "Tá em Kza" e "Amizade" essa última que contou com a participação da banda CPM 22 nos instrumentos e do Badauí no vocal.
Em 2011 o grupo anunciou a sua segunda pausa.
No ano de 2012, Sombra volta ao grupo depois de um década em carreira solo, assim como Rebeld e Cabeça, Cris foi a única que desde que entrou, nunca saiu, somam ao SNJ também Minare (Beat Macker) e DJ Gilmar de Andrade.
2013 foi o ano em que o SNJ lançou seu último trabalho o CD "Origens".

## Discografia

### Álbuns de estúdio
- A Sigla (1998)
- Se tu Lutas, tu Conquistas (2001)
- O Show Deve Continuar (2003)
- Ao Vivo (2005)
- A Esperança é o Alimento da Alma (2007)
- Origens (2012)

### Álbuns ao vivo
- SNJ - DVD e CD Ao Vivo (2005)

## Prêmios
| Prêmio             | Ano  | Categoria                                       | Resultado | Ref   |
| ------------------ | ---- | ----------------------------------------------- | --------- | ----- |
| Video Music Brasil | 2001 | Melhor videoclipe de rap ("Viajando na Balada)" | Indicado  | [ 4 ] |
| Prêmio Hutúz       | 2001 | Grupo ou Artista Solo                           | Venceu    | [ 5 ] |
| Prêmio Hutúz       | 2004 | DJ de Grupo (W-Jay)                             | Venceu    | [ 6 ] |
| Prêmio Hutúz       | 2004 | Álbum do Ano (O Show Deve Continuar)            | Indicado  | [ 6 ] |
| Prêmio Hutúz       | 2004 | Grupo ou Artista Solo                           | Indicado  | [ 6 ] |
| Prêmio Hutúz       | 2004 | Música do Ano ("O Show Deve Continuar")         | Venceu    | [ 6 ] |
| Prêmio Hutúz       | 2008 | Site de Grupo de Rap (SNJ - A Sigla.com.br)     | Indicado  | [ 7 ] |